# Eurodryas debilis
Eurodryas debilis är en fjärilsart som beskrevs av Charles Oberthür 1909. Eurodryas debilis ingår i släktet Eurodryas och familjen praktfjärilar. Inga underarter finns listade i Catalogue of Life.